# Le Mauvais Esprit d'Halloween
 (octobre 2023).
 (octobre 2023).
 (octobre 2023).
La mise en forme du texte ne suit pas les recommandations de Wikipédia : il faut le « wikifier ».
Les points d'amélioration suivants sont les cas les plus fréquents :
- Les titres sont pré-formatés par le logiciel. Ils ne sont ni en capitales, ni en gras.
- Le texte ne doit pas être écrit en capitales (les noms de famille non plus), ni en gras, ni en italique, ni en « petit »…
- Le gras n'est utilisé que pour surligner le titre de l'article dans l'introduction, une seule fois.
- L'italique est rarement utilisé : mots en langue étrangère, titres d'œuvres, noms de bateaux, etc.
- Les citations ne sont pas en italique mais en corps de texte normal. Elles sont entourées par des guillemets français : « et ».
- Les listes à puces sont à éviter, des paragraphes rédigés étant largement préférés. Les tableaux sont à réserver à la présentation de données structurées (résultats, etc.).
- Les appels de note de bas de page (petits chiffres en exposant, introduits par l'outil «  Source ») sont à placer entre la fin de phrase et le point final[comme ça].
- Les liens internes (vers d'autres articles de Wikipédia) sont à choisir avec parcimonie. Créez des liens vers des articles approfondissant le sujet. Les termes génériques sans rapport avec le sujet sont à éviter, ainsi que les répétitions de liens vers un même terme.
- Les liens externes sont à placer uniquement dans une section « Liens externes », à la fin de l'article. Ces liens sont à choisir avec parcimonie suivant les règles définies. Si un lien sert de source à l'article, son insertion dans le texte est à faire par les notes de bas de page.
- La présentation des références doit suivre les conventions bibliographiques. Il est recommandé d'utiliser les modèles {{Ouvrage}}, {{Chapitre}}, {{Article}}, {{Lien web}} et/ou {{Bibliographie}}. Le mode d'édition visuel peut mettre en forme automatiquement les références.
- Insérer une infobox (cadre d'informations à droite) n'est pas obligatoire pour parachever la mise en page.

Pour une aide détaillée, merci de consulter Aide:Wikification.
Si vous pensez que ces points ont été résolus, vous pouvez retirer ce bandeau et améliorer la mise en forme d'un autre article.
Pour plus de détails, voir Fiche technique et Distribution.
Le Mauvais Esprit d'Halloween (The Curse of Bridge Hollow) est une comédie horrifique américaine réalisé par Steven Brill, sortie en 2022 sur Netflix.

## Synopsis
Sydney Gordon est une fille courageuse et aventureuse qui croit aux fantômes mais elle relation tendue avec son père obsédé par la science, Howard. Lorsque la famille Gordon quitte Brooklyn pour s'installer dans une petite ville appelée Bridge Hollow, Syd est intrigué mais Howard se sent mal à l'aise - par l'obsession de la ville pour Halloween. Syd rencontre la Paranormal Society de sa nouvelle école : le ringard Mario, le calme Jamie et la leader gothique de la Société, Ramona ; la Société informe Syd qu'elle vit maintenant dans une maison généralement perçue comme hantée. Lorsque Syd tente de contacter le fantôme qui est censé vivre dans la maison, elle trouve un étrange Jack-o-Lantern ratatiné dans un coffre au trésor dans la salle de stockage.
Malgré le mépris évident de Howard pour Halloween, sa femme et la mère de Syd, Emily, s'intéresse à la préparation de collations véganes pour le festival annuel de Jack le Pingre, et Syd se rebelle contre son père en installant des décorations d'Halloween, en allumant la lanterne qu'elle a trouvée et en se déguisant comme une sorcière. Malgré les tentatives d’Howard d’éteindre la lanterne, la lumière rouge se propage de la lanterne et transforme un accessoire de chauve-souris dans la poubelle en une vraie chauve-souris aux yeux rouges brillants qui se moque de Howard et Syd avant de s'envoler et de répandre sa malédiction aux autres décorations, qui prennent vie et volent dans le ciel. Syd en est témoin et essaie de le dire à Howard, mais Howard insiste sur le fait qu'il doit y avoir une explication logique, même lorsqu'il est témoin de Syd et de leur voisin, Sully, qui combattent un groupe de zombies d'accessoires qui ont également pris vie. Syd apprend de Sully que la descendante de la femme qui est morte dans la maison est toujours en vie et qu’elle réside dans une maison de retraite, et elle emmène Howard discuter de la lanterne avec la femme, qui leur dit que lorsqu'elle est allumée, la lanterne a déchaîné la malédiction de Jack le Pingre, qui prendra alors une âme à minuit pour prendre sa place afin qu'il puisse "faire tous les jours Halloween".
Après avoir combattu les mannequins d'araignée qui ont pris vie au fur et à mesure que la malédiction se propage, Howard confie à Syd qu'il déteste Halloween parce que lorsqu'il était jeune garçon, ses amis l'ont osé explorer une maison abandonnée effrayante, où il est tombé dans les planches de plancher et a halluciné un tas de squelettes vivants qui s'en approchent. Syd rencontre la Paranormal Society à son école et explique ce qui s'est passé ; pendant qu'elle est là, le groupe découvre qu'un résident de leur ville a une page arrachée d'un livre de sorts qui pourrait les aider à piéger Jack à l'intérieur de la lanterne. Ils vont à l'adresse de la personne qui a la page seulement pour trouver que c'est le principal Floyd, qui possède beaucoup de propagande satanique et leur donne de la soie dentaire comme bonbon. Le groupe parvient à trouver la page, mais avant de pouvoir mémoriser l'incantation, la malédiction se propage à un groupe de joueurs de football squelettes utilisés comme accessoires dans la cour du principal. Le groupe est incapable de repousser les squelettes en raison des casques qu'ils portent et de la peur de Howard des squelettes qui l'empêchent de se joindre à lui. Lorsque la page est jetée dans la cheminée en feu et que le groupe est acculé dans le sous-sol du directeur, Syd donne à Howard une conférence d'encouragement qui l'aide à résoudre sa peur des squelettes, et il les combat tous avec une tronçonneuse et des mouvements de combat inspirés de Bruce Lee. Alors que le reste des décorations d'Halloween se rassemblent en tant qu'armée au festival Jack le Pingre, le groupe se rend dans une crypte afin de pouvoir trouver l'incantation du sort auprès du propriétaire original du livre de sorts, le fantôme qui est censé hanter la nouvelle maison de Syd.
Alors que la Paranormal Society et le directeur se rendent sur la place de la ville pour empêcher les décorations d'Halloween d'attaquer la ville, Syd et Howard se rendent compte qu'Emily a quitté le festival et est à la maison avec la lanterne, et retournent chez eux pour ramener Jack le Pingre dans sa lanterne (une statue de Jack le Pingre utilisée pour le festival est possédée par Jack le Pingre) mais le Pingre menace Emily, la prenant pour celle qui a trouvé sa lanterne et celle dont l'âme devrait prendre sa place. Howard tente l'incantation de lier Jack plusieurs fois alors qu'il essaie d'emmener Emily, mais Syd lui rappelle qu'il doit y croire pour que cela fonctionne, et après que Howard ait dit l'incantation tout en croyant, Jack est à nouveau banni avec succès, et toutes les autres décorations d'Halloween, qui sont au milieu du défilé avec le reste de la ville, tombent à nouveau, inanimées.
Après ce qu'ils ont vécu, Howard accepte de plus en plus Halloween, Syd rejoint la Paranormal Society, et Emily commence à préparer des friandises qui ne sont pas véganes. Syd et Howard se rendent aux sous-sol pour réfléchir à ce qui leur est arrivé et trouvent d'autres coffres au trésor cachés. Rappelant la malédiction de Jack, ils répondent tous les deux « Oh non ! »

## Fiche technique
- Titre français : Le Mauvais Esprit d'Halloween
- Titre original : The Curse of Bridge Hollow
- Réalisation : Jeff Wadlow
- Scénario : Todd Berger Robert Rugan
- Costumes :
- Photographie : David Hennings
- Production : Marlon Wayans
- Société de production : Ugly Baby Productions
- Société de distribution : Netflix
- Pays d'origine : États-Unis
- Langue originale : anglais
- Format : couleur
- Genre : comédie horrifique
- Sortie :
  - Mondiale : 14 octobre 2022 sur Netflix

## Distribution
Sauf indication contraire, les informations mentionnées dans cette section peuvent être confirmées par la base de données cinématographiques IMDb,  présente dans la section « Liens externes ».
- Marlon Wayans (VF : Jean-Baptiste Anoumon) : Howard Gordon
- Priah Ferguson (VF : Dorothée Pousséo) : Sydney Gordon
- Kelly Rowland (VF : Fily Keita) : Emily Gordon
- John Michael Higgins (VF : Philippe Vincent) : Principal Floyd
- Lauren Lapkus (VF : Edwige Lemoine): Maire Tammy
- Nia Vardalos (VF : Armelle Gallaud) : Madame Hawthorne
- Rob Riggle (VF : Serge Faliu) : Sully
- Abi Monterey (VF : Charlotte Bizjak) : Ramona
- Holly J. Barrett (VF : Lila Lacombe) : Jamie
- Myles Perez (VF : Tom Trouffier) : Mario
- Helen Slayton-Hughes (VF : Cathy Cerdà) : Victoria

- Version française
  -  Adaptation des dialogues : Marc Bacon

 Source et légende : version française (VF) sur RS Doublage